# Rhéologie
La rhéologie (du grec ancien : ῥέω / rhéō, « couler » et λόγος / lógos, « étude ») est l'étude de la déformation et de l'écoulement de la matière sous l'effet d'une contrainte appliquée.
Le mot rheology (en anglais) a été introduit en 1928 par Eugene Bingham, professeur à l'université Lehigh aux États-Unis, sur une suggestion de son collègue Markus Reiner. Le mot est emprunté à la fameuse expression d'Héraclite Panta rhei (« Tout s'écoule »). Il a été francisé en « rhéologie » en 1943.

## Domaine d'étude
La rhéologie est une extension des disciplines telles que l'élasticité et la mécanique des fluides newtoniens, aux matériaux dont le comportement mécanique ne peut être véritablement décrit par ces théories. Elle s'occupe également de formaliser les liens entre les propriétés mécaniques macroscopiques et la structure micro ou nanoscopique du matériau, telle que la taille moléculaire et l'architecture d'un polymère en solution, ou la distribution de taille des particules d'une suspension solide.
| Mécanique des milieux continus | Mécanique du solide ou Résistance des matériaux | Élasticité             | Élasticité |
| Mécanique des milieux continus | Mécanique du solide ou Résistance des matériaux | Viscoélasticité        | Rhéologie  |
| Mécanique des milieux continus | Mécanique du solide ou Résistance des matériaux | Viscoplasticité        | Rhéologie  |
| Mécanique des milieux continus | Mécanique du solide ou Résistance des matériaux | Plasticité             | Rhéologie  |
| Mécanique des milieux continus | Mécanique des fluides                           | Fluides non newtoniens | Rhéologie  |
| Mécanique des milieux continus | Mécanique des fluides                           | Fluides newtoniens     |            |

La rhéologie unit des champs d'application apparemment sans rapport, les matériaux plastiques et les fluides non newtoniens, en supposant que les deux types de matériaux sont incapables de supporter une contrainte de cisaillement en équilibre statique, ce qui fait du solide plastique un fluide.
La rhéologie granulaire s'occupe de la description des matériaux granulaires.
Dans le domaine médical de l'hématologie, en particulier de l'hydrodynamique des écoulements sanguins, on parle d'« hémorhéologie ». L'hypoviscosité et l'hyperviscosité du sang (voir Syndrome d'hyperviscosité) sont deux problèmes cardiovasculaires.

### Exemples de matériaux concernés
Les liquides pâteux : fabrication du verre, béton frais, industrie agroalimentaire.
La mise en forme des pièces : injection ou extrusion des polymères et métaux, laminage, forgeage, etc.
En géophysique : les glissements de terrain, l'écoulement de la lave et du magma, de lave torrentielle, la déformation des glaciers, la convection mantellique (dans le manteau terrestre).
En géomécanique : la déformation différée des fondations.
En agronomie : le comportement des fruits et légumes sous une contrainte d'écrasement, la viscosité et l’onctuosité des sauces et crèmes.
En médecine : le comportement du sang et l'hémodynamique.
Dans l'industrie : les fluides électrorhéologiques et magnétorhéologiques, ou fluides intelligents.

## Distinction entre élasticité, viscosité, caractères solide et liquide, plasticité
On a l'habitude d'associer liquide et visqueux (une huile épaisse est un liquide visqueux) ainsi que solide et élastique (un ressort est un solide élastique). Or, lorsqu'on essaie de déformer un matériau, certaines de ces propriétés se manifestent aux temps courts, d'autres aux temps longs.
Les caractères liquide et solide sont ainsi des propriétés aux temps longs :
- si le matériau, après s'être déformé, résiste finalement, c'est un solide ;
- si au contraire le matériau finit par s'écouler, c'est un liquide.

Au contraire, les caractères élastique et visqueux (ou les comportements intermédiaires, viscoélastiques) se manifestent à chaque échelle de temps (fréquence de sollicitation) :
- à une échelle de temps donnée, si la déformation du matériau suit la force ou les contraintes appliquées, alors le matériau est élastique ;
- à la même échelle de temps, si c'est la dérivée de la déformation par rapport au temps (taux de déformation) qui suit la force ou les contraintes, alors le matériau est visqueux.

Les caractères liquide et solide d'une part, visqueux et élastique d'autre part, sont décelables pour de faibles contraintes appliquées. Si l'on applique une forte contrainte, un matériau qui semblait solide peut se mettre à s'écouler. Il révèle alors un caractère plastique. La plasticité est donc caractérisée par un seuil de contrainte (appelé seuil de plasticité) au-delà duquel le matériau s'écoule.
L'usage veut que l'on parle de solide plastique lorsque le seuil de plasticité est plutôt élevé, et de fluide à seuil lorsque le seuil de plasticité est plutôt bas. Il n'y a cependant pas de différence fondamentale entre ces deux notions.